# Mundilfari (satélite)
Mundilfari, o Saturno XXV, es un satélite natural de Saturno. Fue descubierto por Brett J. Gladman et al. en 2000, y recibió la designación temporal S/2000 S 9. Mundilfari tiene unos 7 kilómetros de diámetro y orbita a Saturno a una distancia media de 18.3 millones de kilómetros en 928.806 días, con una inclinación de 170° respecto a la eclíptica (150° respecto al ecuador de Saturno), en dirección retrógrada y con una excentricidad de 0.198.
Mundilfari puede haberse formado a partir de fragmentos que se desprendieron de Febe por grandes impactos en algún momento de la historia del sistema solar. Su período de rotación es de 6.74 ± 0.08 horas, el segundo más rápido entre todos los satélites irregulares estudiados por la sonda espacial Cassini-Huygens, y parece tener una forma muy alargada.
Fue nombrado en agosto de 2003 de la mitología nórdica, donde Mundilfari es el padre de la diosa Sól (Sol) y el dios Máni (Luna).